# Broken Ties (film)
Broken Ties er en amerikansk stumfilm fra 1918 af Arthur Ashley.

## Medvirkende
- June Elvidge som Marcia FLeming
- Montagu Love som John Fleming
- Arthur Ashley som Arnold Curtis
- Pinna Nesbit som Corinne La Force
- Alec B. Francis som Henry Hasbrook